# Pilopogon aemulans
Pilopogon aemulans là một loài Rêu trong họ Dicranaceae. Loài này được (Hampe) Broth. miêu tả khoa học đầu tiên năm 1907.